# The Uralla News
The Uralla News foi um jornal em língua inglesa publicado em Uralla, Nova Gales do Sul, Austrália entre 1904 e aproximadamente 1915.

## Digitalização
O jornal foi digitalizado como parte do programa de digitalização de jornais australianos da Biblioteca Nacional da Austrália .